# Willy Rösingh
Wilhelm Herman Conrad Enno Rösingh –conocido como Willy Rösingh– (Ámsterdam, 2 de diciembre de 1900-Ámsterdam, 5 de junio de 1976) fue un deportista neerlandés que compitió en remo.
Participó en los Juegos Olímpicos de París 1924, obteniendo una medalla de oro en la prueba de dos sin timonel. Ganó tres medallas en el Campeonato Europeo de Remo, en los 1923 y 1924.

## Palmarés internacional
| Juegos Olímpicos   | Juegos Olímpicos | Juegos Olímpicos | Juegos Olímpicos   |
| Año                | Lugar            | Medalla          | Prueba             |
| ------------------ | ---------------- | ---------------- | ------------------ |
| 1924               | París (Francia)  | Medalla de oro   | Dos sin timonel    |
| Campeonato Europeo |                  |                  |                    |
| Año                | Lugar            | Medalla          | Prueba             |
| 1923               | Como (Italia)    | Medalla de plata | Cuatro con timonel |
| 1924               | Lucerna (Suiza)  | Medalla de oro   | Dos con timonel    |
| 1924               | Lucerna (Suiza)  | Medalla de plata | Dos sin timonel    |